# Pallasch
Der Pallasch (ungar.: pallos [ˈpɒlːoʃ] „Schwert“) ist eine Hieb- und Stichwaffe mit gerader Klinge. Ursprünglich war der Pallasch ein Säbel mit annähernd gerader Klinge und einem Bügel oder Korb mit Mittelstange als Handschutz, der von der schweren ungarischen Adelskavallerie eingesetzt wurde.

## Beschreibung
Der Pallasch hat meist eine gerade, zweischneidige und schwere Klinge. Diese wird vom Heft zum Ort schmäler; der Ort selbst ist spitz. Auf der Klinge befinden sich ein oder mehrere Hohlschliffe. Das Heft besteht in der Regel aus Holz, das mit Leder oder Fischhaut bezogen und mit Metalldraht umwickelt ist. Am Griff ist der Pallasch oft mit einem korbartigen Handschutz ausgestattet. Der Korb besteht aus Messing oder Eisen und läuft ausladend um das Heft. Es gibt verschiedene Versionen, die sich in Länge, Klingenform, Breite und Korbform unterscheiden.
Die breite Klinge des Pallasch unterscheidet ihn vom Degen, der über eine schmälere Klinge verfügt. Ob diese Klingen ein- oder zweischneidig sind, ist dabei nicht von Bedeutung. Gegenüber dem Säbel ist der Pallasch besser zum Stich geeignet. Mit dem schweren Reitersäbel (Sarrass) der kroatischen und ungarischen Reiterei des 16. und 17. Jahrhunderts hat er die lange breite Klinge gemeinsam, die beim Säbel jedoch immer gekrümmt ist. Ein typisches Exemplar besitzt eine Gesamtlänge (inkl. Griff) von bis zu 1,1 Metern.

## Geschichte
Frühe Formen des Pallaschs, wie sie im 17. und 18. Jahrhundert bei der Kavallerie westeuropäischer Heere aufkamen, waren noch als zweischneidige Degen mit Vollklinge konzipiert. Bis zur friderizianischen Zeit wurden sie dem ungarisch-polnischen Vorbild angeglichen und nahmen eine einschneidige Form mit Hohlrinne an.
Dieser Waffentyp war hauptsächlich bei der schweren Kavallerie, wie Kürassieren und Dragonern, üblich. Zur Mitte des 19. Jahrhunderts hin kamen leichtere Kavalleriesäbel auf, die bezüglich ihrer Form einen Mittelweg zwischen dem geraden Pallasch als einer für den Stich optimierten Blankwaffe und dem stärker gekrümmten Säbel als optimaler Hiebwaffe beschritten. Bis diese neue Säbelform sich gegen den Pallasch durchsetzen konnte, war das Jahrhundert fast vorbei, und die schwere Kavallerie hatte ihre Bedeutung verloren.
Diese Form einer Blankwaffe oder das mit ihr verwandte Claymore (Schwert) gehört auch heute noch zur Paradeausrüstung von Heeresoffizieren in einigen Armeen wie bspw. in Dänemark.